# Clarée
Il torrente Clarée è un corso d'acqua a carattere torrentizio francese che sgorga nel dipartimento delle Alte Alpi nella Regione Provenza-Alpi-Costa Azzurra, è affluente della Durance e fa parte del bacino idrografico del Rodano.

## Percorso
La sorgente si trova ai piedi del Seuil des Rochilles ad un'altitudine di circa 2400 m s.l.m. nel Lago della Clarée, (anche chiamato Madre dell'acqua in conseguenza di vecchie credenze celtiche). Le sue acque possono comunque essere considerate savoiarde, in quanto provengono da infiltrazioni del sottosuolo delle acque dei laghi Rond e Grand-Ban, situati entrambi dall'altra parte del colle.
Il suo percorso si snoda lungo la Valle della Clarée e termina 30 chilometri più a valle e 1000 metri più in basso, ove diventa un corso d'acqua di circa dieci metri di larghezza, dove si confonde nel sottile corso d'acqua della Durance nei pressi della località Vachette, territorio del comune di Val-des-Prés.

## Affluenti

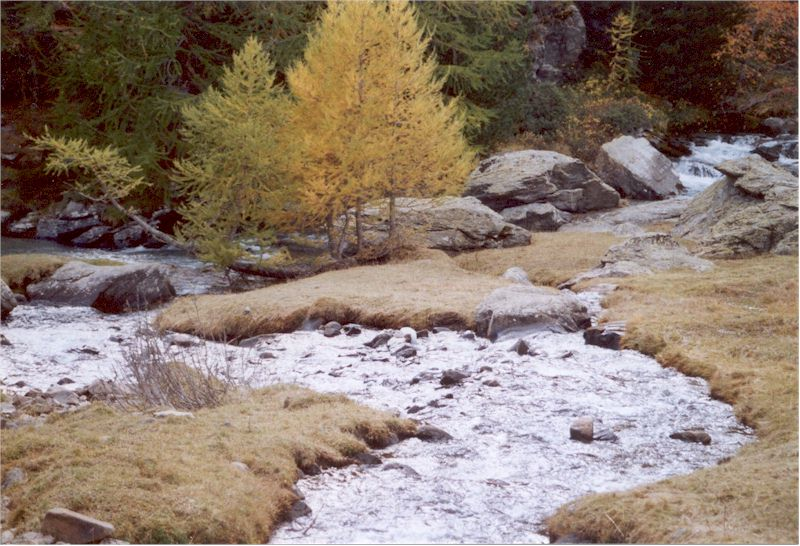
Torrent de Cula

La Clarée ha venticinque affluenti ufficialmente censiti :
- torent de Brune, con un affluente:
  - ravin du Lau,
- ravin du Riou Sec,
- Riou Blanc,
- ruisseau des Sagnes Froides, con un affluente:
  - ruisseau des Béraudes,
- ruisseau du Moutet,
- torrent de la Cula, con un affluente:
  - ruisseau de Saint-Jacques,
- ruisseau de la Racare,
- ruisseau du lac Laramon,
- ruisseau du Rif Tord,
- ruisseau du Chardonnet, con un affluente:
  - ruisseau du Raisin,
- ruisseau de Guillet,
- ruisseau de la Raoute,
- ruisseau de Gardiole,
- ruisseau de Biaune,
- ruisseau de Buffère,
- torrent du Vallon, con quattro affluenti:
  - ravin de Saume Longue,
  - ravin des Quarties,
  - ravin du Châtelard,
  - ravin du Content,
- ruisseau de Cristol,
- ravin du Longuet, con un affluente:
  - ruisseau de L'Ouie,
- torrent de Roubion,
- torrent du Creuzet,
- torrent des Acles, con un affluente:
  - ravin de l'Opon,
- torrent de Granon, con un affluente:
  - torrent de Bramafan,
- torrent des Gamattes,
- torrent du Rivet,
- torrent de la Ruine.